# Lassie
Lassie er hunden, en collie, fra bogen, Kom hjem Lassie af forfatteren Eric Knight fra 1940. Den blev senere basis for en lang række film og tv-serier. Lassie er blevet berømt verden over for sit ansvarlige, omsorgsfulde og beskyttende væsen.
Første filmatisering fandt sted i 1943 med filmen Lassie vender hjem produceret af Metro-Goldwyn-Mayer, der senere udgav adskillige film i serien. 